# Kalvin Soiresse Njall

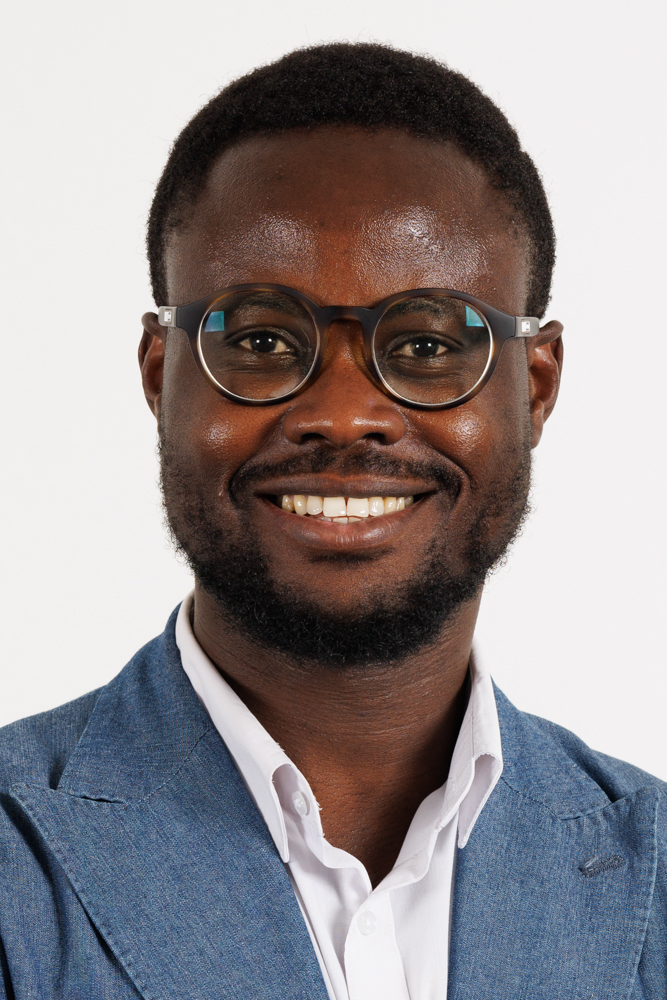
Kalvin Soiresse Njall

Kalvin Soiresse Njall (Kara (Togo), 22 juni 1982) is een Belgisch politicus voor Ecolo.

## Levensloop
Soiresse Njall werd geboren in het Afrikaanse land Togo, als zoon van een politieke vluchteling uit Kameroen en een Togolese moeder. Hij verloor zijn vader op zesjarige leeftijd en in 1991 migreerde zijn moeder naar België. Hijzelf bleef achter in Togo, waar hij na zijn secundaire studies van 2002 tot 2004 rechten studeerde aan de Universiteit van Lomé. Na onlusten aan deze universiteit voegde hij zich in 2004 bij zijn moeder in België. Soiresse zette zijn studies verder aan de Université Saint-Louis in Brussel, alwaar hij in 2007 een licentiaatsdiploma in de rechten behaalde. In 2009 behaalde hij nog een master in de politieke wetenschappen, optie internationale betrekkingen aan de ULB en in 2013 werd hij aan dezelfde universiteit geaggregeerde in de sociale wetenschappen en sociaal beleid voor het hoger secundair onderwijs.
Van oktober 2010 tot augustus 2012 werkte Soiresse bij de Beweging tegen Racisme, Antisemitisme en Xenofobie (MRAX), als juridisch verantwoordelijke bij het meldpunt voor slachtoffers van racisme en discriminatie en verantwoordelijke voor activiteiten voor permanente vorming inzake de herinnering van de kolonisatie en afrofobie. Van oktober 2011 tot december 2017 was hij eveneens coördinator van de antiracistische dekoloniseringsbeweging Collectif Mémoire Coloniale et Lutte contre les Discriminations en van april 2017 tot december 2018 pedagogisch consulent bij het Afrikamuseum in Tervuren. Hij werkte tevens als leraar, van 2013 tot 2014 aan het Atheneum van Rixensart en nadien van 2014 tot 2019 aan het Atheneum van Nijvel.
Daarnaast werd hij sportjournalist bij de radiostations BBC Afrique (2011-2014) en Sport FM Togo (2007-2013) en radiopresentator van de Afrikaanse uitzending Sous l'Arbre à Palabres van de Radio Campus Bruxelles (2010-2016). In 2009 richtte hij bovendien de Belgische vzw Go to Togo op, die zich richtte op de re-integratie van jonge meisjes in Togo die in het criminele milieu verzeild waren geraakt.
Van december 2018 tot december 2024 was Soiresse voor Ecolo gemeenteraadslid van Ganshoren. Bij de verkiezingen van mei 2019 werd hij eveneens verkozen in het Brussels Hoofdstedelijk Parlement. Ook werd Soiresse Njall afgevaardigd naar het Parlement van de Franse Gemeenschap, waar hij van 2019 tot 2023 ondervoorzitter van de commissie Onderwijs was. Als parlementslid ging hij zich verdiepen in sociale cohesie, onderwijs, democratische vernieuwing, gelijke kansen en dekolonisatie.
In september 2023 volgde Soiresse Njall zijn partijgenote Magali Plovie op als voorzitter van het Parlement francophone bruxellois, de parlementaire vergadering van de Franse Gemeenschapscommissie binnen het Brussels Hoofdstedelijk Gewest, en was daarmee de eerste zwarte voorzitter van een Belgisch parlement. Naar aanleiding hiervan nam hij ontslag als lid van het Parlement van de Franse Gemeenschap. Hij bleef voorzitter van het Parlement francophone bruxellois tot aan de verkiezingen van juni 2024. Bij deze verkiezingen werd hij opnieuw verkozen in het Brussels Parlement.
Sinds februari 2025 is Soiresse eveneens co-voorzitter van de regionale Ecolo-afdeling van het Brussels Hoofdstedelijk Gewest.